# 瓦西里·涅边贾
瓦西里·阿列克謝耶維奇·涅邊賈（俄语：Василий Алексеевич Небензя；1962年2月26日—），俄羅斯外交官。
他出生在伏爾加格勒，父親阿列克谢·涅边贾是蘇聯國家出版委員會的副主席。1983年畢業於莫斯科國立國際關係學院，此後開始了外交官生涯。
1988年至1990年，任蘇聯駐泰國大使館隨員。1990年至1991年，任蘇聯外交部國際經濟關係司第三秘書。1991年至1992年，任蘇聯和俄羅斯外交部國際組織司二等秘書。1993年至1996年，任俄羅斯外交部國際組織司司長。1996年至2000年，任俄羅斯常駐聯合國代表團顧問、高級參贊。2000年至2006年，任俄羅斯外交部國際組織司司長、副司長。2006年至2011年，任俄羅斯常駐世界貿易組織副代表。2011年至2012年，任俄羅斯常駐聯合國日內瓦辦事處和其他國際組織副代表。2012年至2013年，任俄羅斯外交部人道主義合作和人權司司長。2013年至2017年，任俄羅斯外交部副部長。
2017年7月27日起，他接替任內去世的維塔利·丘爾金，出任俄羅斯常駐聯合國代表。